# Brun honungsfågel
Brun honungsfågel (Lichmera indistincta) är en fågel i familjen honungsfåglar inom ordningen tättingar.

## Utseende
Honungsfåglarna har starkt specialiserad tunga med toppen formad som en borste, en anpassning för att äta nektar. Brun honungsfågel är en liten till medelstor honungsfågel, tolv till 16 centimeter lång. Den är som namnet avslöjar huvudsakligen brunaktig, med olivartad gula områden i stjärten och vingarna och en gul tofs bakom ögat. 

## Utbredning och systematik
Brun honungsfågel är en vida spridd fågel från Bali i Indonesien till sydöstra Nya Guinea och Australien. Den är därmed den enda honungsfågeln vars utbredning sträcker sig in i den orientaliska regionen, förbi Wallacelinjen. Den delas in i fem underarter med följande utbredning:
- Lichmera indistincta limbata – förekommer på Bali och Små Sundaörna till Flores och Timor
- Lichmera indistincta ocularis – förekommer i sydöstra Nya Guinea och nordöstra Australien (Kap Yorkhalvön till norra New South Wales)
- Lichmera indistincta nupta – förekommer i Aruöarna
- Lichmera indistincta indistincta – förekommer i sydvästra Western Australia, norrut och österut till nordvästra Queensland
- Lichmera indistincta melvillensis – förekommer på Melvilleön och Bathurstön (Northern Territory)

Underarten limbata urskildes tidigare som egen art, "indonesisk honungsfågel", men inkluderas sedan 2022 allmänt i brun honungsfågel.

## Levnadssätt
Brun honungsfågel förekommer i olika naturtyper, från mangroveskogar till eukalyptusskogar. Den flyttar enligt årstiderna inom sitt lokala område alltefter blomningstiderna för de växter som den lever av. Vanligen letar den föda enskilt, men den kan också söka föda i smågrupper och i blandade flockar med flera arter av honungsfåglar. Födan utgörs av nektar och insekter.  
Fågeln lever i samma område år efter år. Redet är skålformat och vävt av gräs och mjuk bark och innehåller två eller tre ägg. Båda föräldrarna deltar i arbetet med att bygga boet och föda upp ungarna. Dess sång klingar starkt, klart och musikaliskt. Många tycker att den sjunger vackrast av honungsfåglarna. 

## Status
I vissa områden minskar förekomsten av brun honungsfågel. Det gäller till exempel i Vetebältet i Western Australia. Men som helhet har arten tillräckligt många stora och spridda populationer för att inte bedömas som hotad.  IUCN kategoriserar arten som livskraftig.

## Bildgalleri

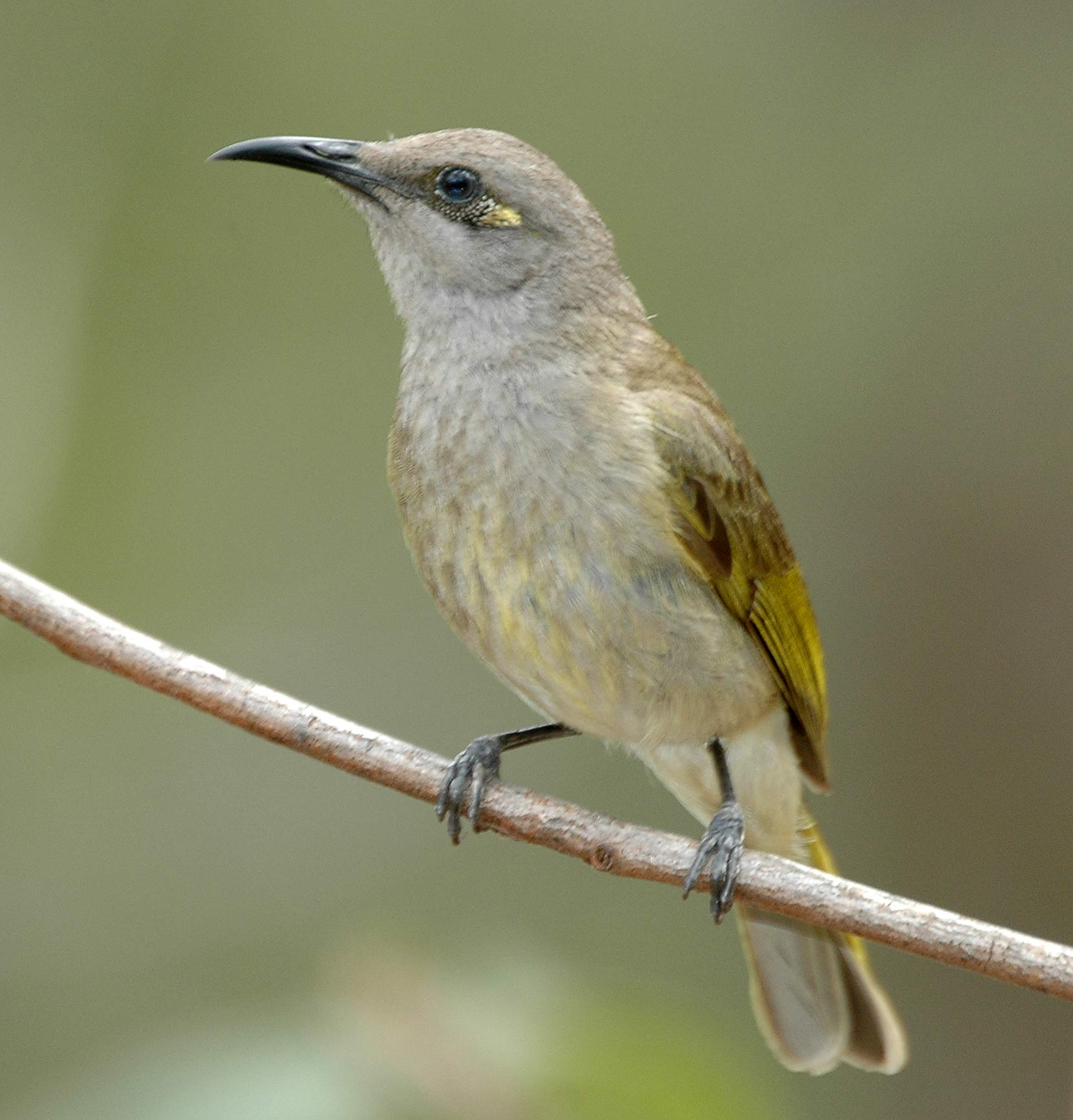
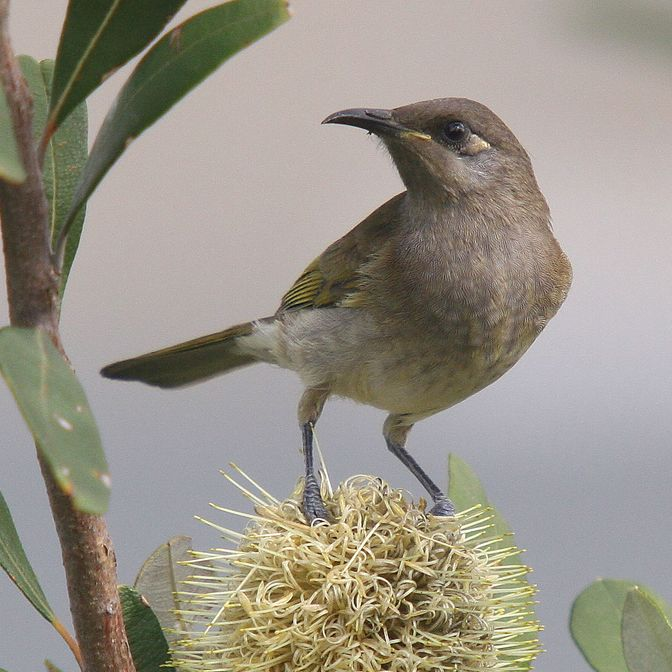
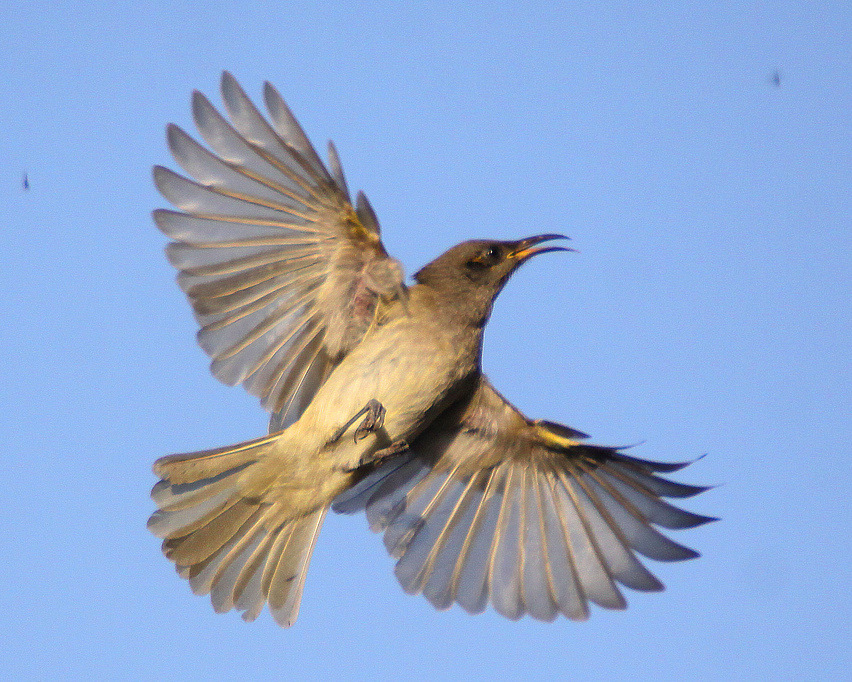
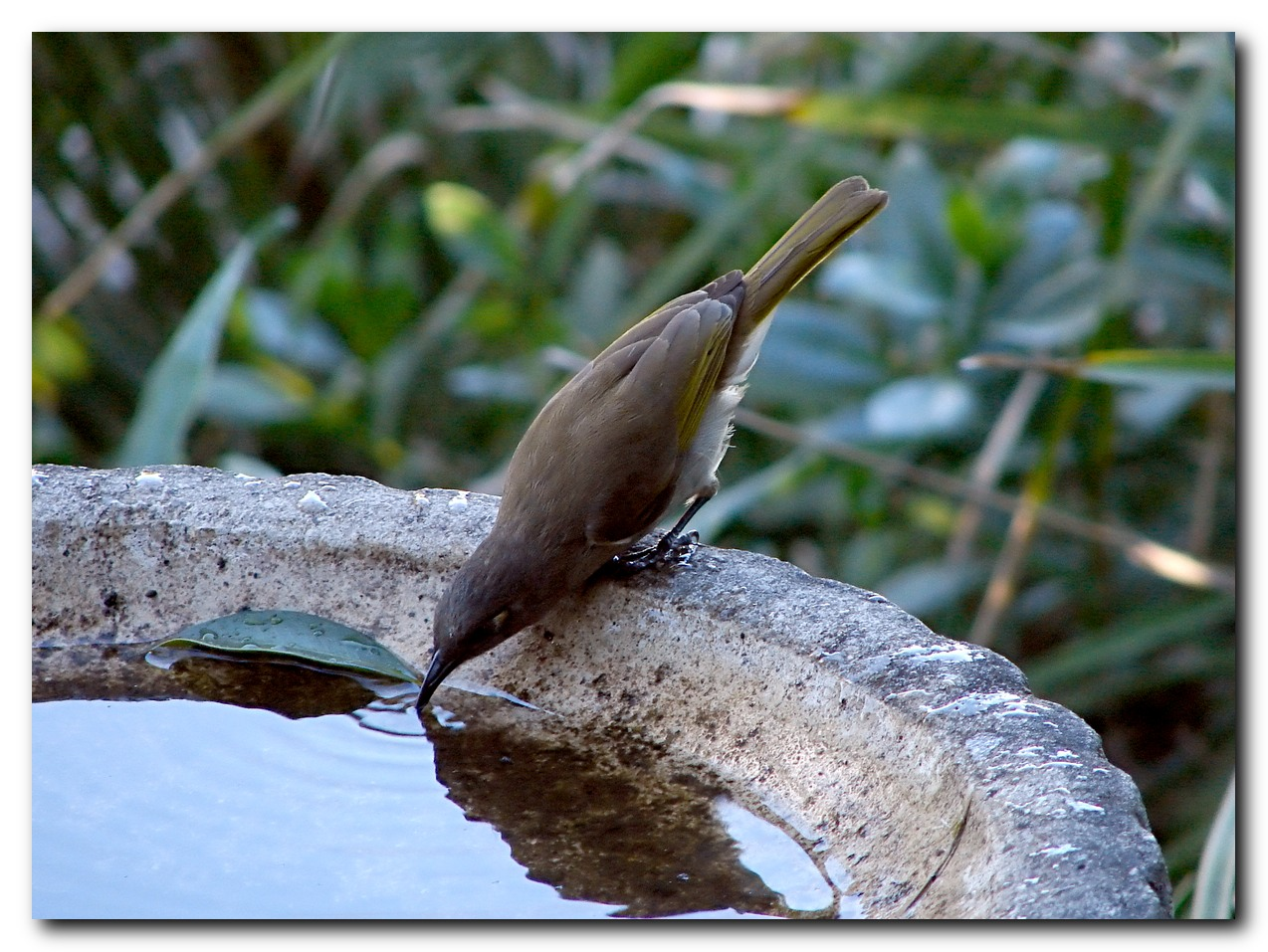
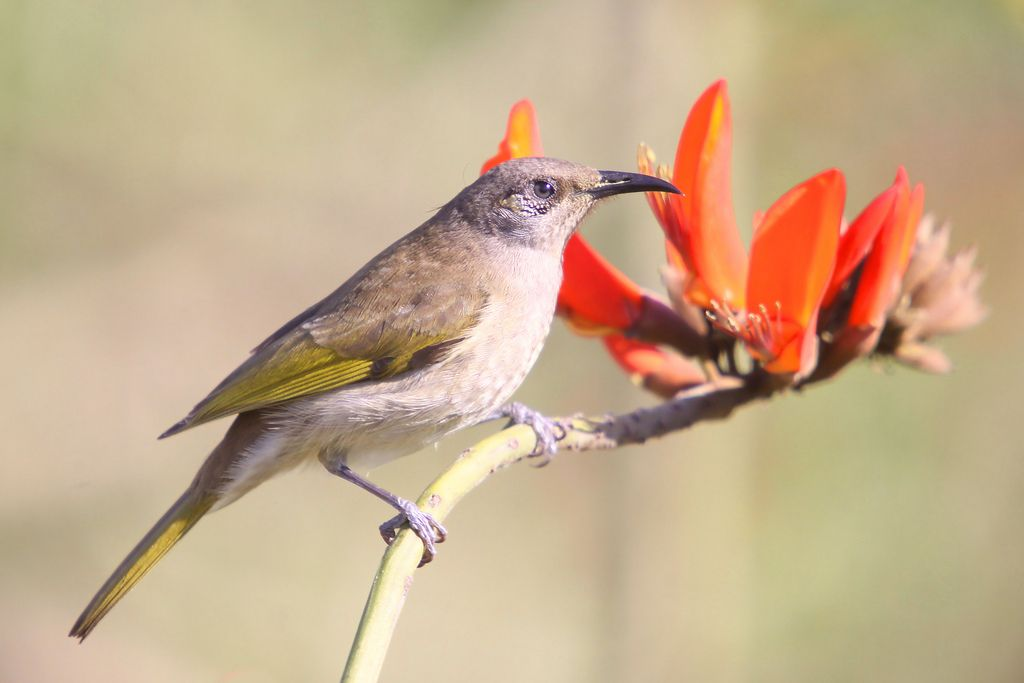
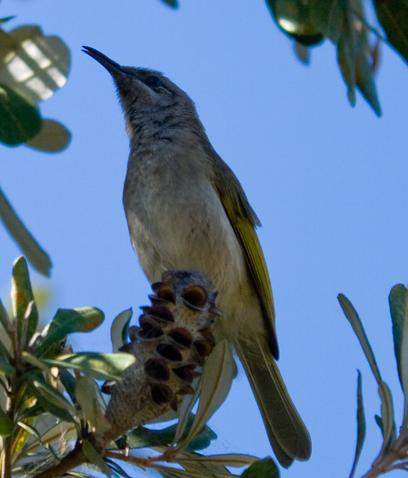